# Olympische Sommerspiele 2016/Teilnehmer (Kap Verde)
| Gelbes Symbol für Goldmedaillen mit stilisierten Olympischen Ringen | Graues Symbol für Silbermedaillen mit stilisierten Olympischen Ringen | Braundes Symbol für Bronzemedaillen mit stilisierten Olympischen Ringen |
| ------------------------------------------------------------------- | --------------------------------------------------------------------- | ----------------------------------------------------------------------- |
| —                                                                   | —                                                                     | —                                                                       |

Kap Verde nahm an den Olympischen Spielen 2016 in Rio de Janeiro teil. Es war die insgesamt 17. Teilnahme an Olympischen Sommerspielen. Das Comité Olímpico Caboverdiano nominierte fünf Athleten – zwei Männer und drei Frauen – für insgesamt vier Sportarten.

## Teilnehmer nach Sportarten

### Boxen
| Athleten                   | Wettbewerb                    | 1. Runde | 1. Runde | Achtelfinale | Achtelfinale | Viertelfinale | Viertelfinale | Halbfinale    | Halbfinale    | Finale        | Finale        | Rang          |
| Athleten                   | Wettbewerb                    | Gegner   | Ergebnis | Gegner       | Ergebnis     | Gegner        | Ergebnis      | Gegner        | Ergebnis      | Gegner        | Ergebnis      | Rang          |
| -------------------------- | ----------------------------- | -------- | -------- | ------------ | ------------ | ------------- | ------------- | ------------- | ------------- | ------------- | ------------- | ------------- |
| Männer                     |                               |          |          |              |              |               |               |               |               |               |               |               |
| Davilson dos Santos Morais | Superschwergewicht über 91 kg | Freilos  | Freilos  | Joseph Joyce | TKO          | ausgeschieden | ausgeschieden | ausgeschieden | ausgeschieden | ausgeschieden | ausgeschieden | ausgeschieden |

### Leichtathletik
Laufen und Gehen 
| Athleten       | Wettbewerb   | Runde 1 | Runde 1 | Halbfinale    | Halbfinale    | Finale        | Finale        | Rang |
| Athleten       | Wettbewerb   | Zeit    | Rang    | Zeit          | Rang          | Zeit          | Rang          | Rang |
| -------------- | ------------ | ------- | ------- | ------------- | ------------- | ------------- | ------------- | ---- |
| Frauen         |              |         |         |               |               |               |               |      |
| Lidiane Lopes  | 100 m        | 12,38 s | 65      | ausgeschieden | ausgeschieden | ausgeschieden | ausgeschieden | 65   |
| Männer         |              |         |         |               |               |               |               |      |
| Jordin Andrade | 400 m Hürden | 49,35 s | 20      | 49,32 s       | 16            | ausgeschieden | ausgeschieden | 16   |

### Taekwondo
| Frauen        |                  |                        |      |               |               |               |               |               |               |               |               |               |               |               |               |               |
| Maria Andrade | Klasse bis 49 kg | Panipak Wongpattanakit | 6:18 | ausgeschieden | ausgeschieden | ausgeschieden | ausgeschieden | ausgeschieden | ausgeschieden | ausgeschieden | ausgeschieden | ausgeschieden | ausgeschieden | ausgeschieden | ausgeschieden | ausgeschieden |

### Turnen

#### Rhythmische Sportgymnastik
| Athletinnen | Wettbewerb       | Qualifikation | Qualifikation | Finale        | Finale        | Rang |
| Athletinnen | Wettbewerb       | Punkte        | Rang          | Punkte        | Rang          | Rang |
| ----------- | ---------------- | ------------- | ------------- | ------------- | ------------- | ---- |
| Frauen      |                  |               |               |               |               |      |
| Elyane Boal | Mehrkampf Einzel | 38,640        | 26            | ausgeschieden | ausgeschieden | 26   |